# Vlag van Herve
De vlag van Herve is op 12 mei 1980 bij raadsbesluit vastgesteld als de vlag van de Luikse gemeente Herve. De vlag kan als volgt worden beschreven:
Twee even lange banen van blauw en van geel.
De kleuren van de vlag zijn afkomstig op het gemeentewapen.